# Communauté de communes des Deux Vallées (Marne)
Die Communauté de communes des Deux Vallées  war ein französischer Gemeindeverband mit der Rechtsform einer Communauté de communes im Département Marne in der Region Grand Est. Sie wurde am 28. Dezember 1993 gegründet und umfasste elf Gemeinden. Der Verwaltungssitz befand sich im Ort Vauciennes.

## Historische Entwicklung
Am 1. Januar 2017 wurde der Gemeindeverband mit den Communautés de communes Brie des Étangs, Coteaux de la Marne  und acht der 26 Gemeinden der Communauté de communes Ardre et Châtillonnais zur neuen Communauté de communes des Paysages de la Champagne zusammengeschlossen.

## Ehemalige Mitgliedsgemeinden
1. Binson-et-Orquigny
2. Boursault
3. Cormoyeux
4. Damery
5. Fleury-la-Rivière
6. Reuil
7. Romery
8. Saint-Martin-d’Ablois
9. Vauciennes
10. Venteuil
11. Villers-sous-Châtillon